# Xie Pengfei
Xie Pengfei (謝鵬飛T, 谢鹏飞S, Xiè PéngfēiP; Guiyang, 29 giugno 1993) è un calciatore cinese, centrocampista o attaccante dello Shanghai Shenhua.

## Carriera

### Club
Ha giocato nella prima divisione cinese.

### Nazionale
Ha esordito in nazionale nel 2019. Nel 2023 è stato convocato per la Coppa d'Asia.

## Palmarès

### Club

#### Competizioni nazionali
- Campionato cinese: 2

Jiangsu Suning: 2020
Wuhan San Zhen: 2022
- Supercoppa di Cina: 2

Shanghai Shenhua: 2024, 2025